# Carlo de Simone
Carlo de Simone (ur. 22 listopada 1932 w Rzymie) – włoski językoznawca. Do 1998 wykładał na Uniwersytecie w Tybindze, jako profesor językoznawstwa porównawczego. 

## Życiorys
Napisawszy w 1950 maturę, rozpoczął studia na Uniwersytecie Rzymskim w zakresie językoznawstwa porównawczego i archeologii klasycznej, które skończył w 1955 pracą nt. inskrypcji w języku mesapijskim (tytuł dysertacji: Le iscrizioni messapiche: cronologia e fonetismo). Następnie, jako stypendysta Deutscher Akademischer Austauschdienst (DAAD), w latach 1955–1956, studiował na Uniwersytecie w Tybindze, pod kierunkiem Hansa Krahego, jako którego asystent pracował w 1961–1964. W listopadzie 1964 roku habilitował się na Wydziale Filozoficznym tego uniwersytetu, pracą pt. Die griechischen Entlehnungen im Etruskischen. 
W latach 1972–1973 obejmował stanowisko profesora językoznawstwa porównawczego (Indoeuropeistyki) na Uniwersytecie Wiedeńskim, a w 
1975–1980 na Uniwersytecie Perugijskim (glottologia). Wreszcie, w 1980 został powołany na stanowisko profesora językoznawstwa porównawczego Uniwersytetu w Tybindze, gdzie pracował, aż do emerytury w 1998. 
Carlo de Simone, w swoich badaniach, badał głównie języki starożytnej Italii, w tym publikował liczne artykuły nt. inskrypcji etruskich w czasopiśmie Studi Etruschi.

## Ważniejsze publikacje
- I morfemi etruschi '-ce' ('-ke') e '-che'. W: Studi Etruschi XXXVIII, 1970, 115-139.
- Il nome del Tevere. Contributo per la storia delle più antiche relazioni tra genti latino-italiche ed etrusche. W: Studi Etruschi XLIII, 1975
- Etuskischer Literaturbericht: neuveröffentlichte Inschriften 1970-1973 (z załącznikami). W: Glotta LIII, 1975.
- Die Göttin von Pyrgi: linguistische Probleme. W: H. Rix, Atti del Colloquio sul tema: Die Göttin von Pyrgi (Tybinga 1979), (Florencja 1981)
- La posizione linguistica della Daunia. W: Atti dell XIII Convegno di Studi Etruschi e Italici (Manfredonia 1980), (Florencja 1984)
- Gli imprestiti etruschi nel latino arcaico. W: E. Campanile (red.), Alle origini di Roma. Atti del colloquio (Piza 1988).
- Etrusco Laucie Mezentie. W: Miscellanea etrusca e italica in onore di M. Pallottino. Archeologia Classica XLIII, 1991, n. 1.
- Sudpiceno Safino- / Lat. Sabino-: il nome dei Sabini. Annali dell'Istituto universitario orientale di Napoli. Dipartimento di Studi del mondo classico e del Mediterraneo antico. Sezione linguistica, XIV, 1992.
- I Tirreni a Lemnos. Evidenza linguistica e tradizioni storiche (Florencja 1996)
- Il nome di Romolo. W: Andrea Carandini e A. Cappelli (red.), Roma. Romolo, Remo e la fondazione della città (Mediolan 2000)
- Il nome di Romolo e Remo. W: Andrea Carandini (red.), La leggenda di Roma (Mediolan 2006)